# جريمة قتل في الكاتدرائية

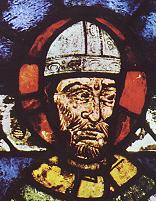
بيكيت على إحدى نوافذ كاتدرائية كانتربري

جريمة قتل في الكاتدرائية (بالإنكليزية: Murder in the Cathedral) مسرحية شعرية تُمثل اغتيال الأسقف توماس بيكيت في كاتدرائية كانتربري عام 1170 للكاتب البريطاني تي. إس. إليوت.اعتمد فيها بشكلٍ كبير على رواية إدوارد غريم الذي كان شاهد عيانٍ على الجريمة.كُتبت المسرحية التي تتعامل مع المعارضة الفردية للسلطة في زمن صعود الفاشية في وسط أوروبا، ويُمكن أن تعتبر انتقاداً للسيطرة الفاشية على تفكير الأفراد في هذه الدول.طلب المُنتج من إليوت حذف بعض المادة أثناء الكتابة أو استبدالها، فحولها إليوت إلى قصيدة نورتن المحترق. 

## نبذة
تُعد مسرحية **"القتل في الكاتدرائية"** لت. س. إليوت واحدة من أبرز الأعمال التي تستعرض الصراع الأزلي بين السلطة الدينية والسلطة السياسية، من خلال قصة اغتيال توماس بيكيت، رئيس أساقفة كانتربري، عام 1170. تحكي المسرحية عودة بيكيت إلى إنجلترا بعد سبع سنوات من النفي، حيث تتصاعد المواجهة بينه وبين الملك هنري الثاني الذي يسعى للسيطرة على الكنيسة، مما يؤدي إلى صراع حاد بين القيم الروحية والقوى الزمنية.يستخدم إليوت لغة شعرية غنية وحوارات فلسفية عميقة تعكس التوتر بين الروح والجسد، والخير والشر. تبدأ المسرحية بتقديم أربعة مجرّبين يظهرون في ذهن بيكيت، يمثل كل منهم طريقًا مختلفًا للحياة والموت، مع عرض خيارين رئيسيين: العودة إلى الامتثال السياسي أو اختيار الاستشهاد والحفاظ على المبادئ. يختار بيكيت طريق التضحية دفاعًا عن استقلالية الكنيسة وحرية الضمير.وتتضمن المسرحية خطبة بيكيت في الكاتدرائية التي تعكس قناعته الراسخة بالحق الديني المستقل. تتصاعد الأحداث حتى اقتحام أربعة فرسان يمثلون سلطة الملك الكاتدرائية لاغتيال بيكيت، الذي يرفض التراجع عن مواقفه ويواجه مصيره بشجاعة في مكان يرمز للقداسة والسلام. بعد مقتله، يبرر الفرسان أفعالهم من خلال حوارات مع الجمهور، مما يعكس التوتر بين الأخلاق والسياسة.كما تتميز المسرحية باستخدام الجوقة التي تعبر عن صوت الشعب والضمير الجمعي، مستلهمة تقنيات المسرح الإغريقي الكلاسيكي، مما يمنح العمل طابعًا تراجيديًا شامخًا. تسلط الضوء على الصراع بين السلطة الدينية والسياسية، وتطرح تساؤلات حول طبيعة الحرية والتضحية في مواجهة الاستبداد.عُرضت المسرحية لأول مرة في كاتدرائية كانتربري عام 1935، وحققت نجاحًا كبيرًا، ولاقت اهتمامًا خاصًا بعد الحرب العالمية الثانية حين عُرضت في فرنسا. وتظل إلى اليوم مثالًا أدبيًا قويًا على قدرة الأدب في استكشاف القضايا الروحية والفلسفية الكبرى من خلال دراما متينة.كما تمثل المسرحية دراسة عميقة في طبيعة السلطة وتفاعلها مع الروح، وتساؤلًا حول الثمن الذي يدفعه الإنسان للحفاظ على معتقداته وقيمه، كما تشكل شهادة على قوة الإيمان والتضحية في زمن النزاعات بين القوى السياسية والدينية، وتعكس تجارب إنسانية عامة تجعلها ذات صلة مستمرة عبر الزمن والمجتمعات.

## وصلات خارجية
- جريمة في الكاتدرائية على موقع الموسوعة البريطانية (الإنجليزية)